# Celaya Fútbol Club
Il Celaya Fútbol Club è una società calcistica messicana di Celaya. Milita nella Liga de Expansión MX, la seconda divisione del calcio messicano.

## Storia

### Primi anni
Il Celaya fu fondato ufficialmente il 7 febbraio 1954 da Miguel Iriarte Montes, il primo presidente del club. Si registrò in Segunda División (all'epoca serie divisione messicana) rendendosi subito competitivo, tanto che al secondo anno di esistenza si classificò secondo nella Liguilla finale, dove fu sconfitto dal Monterrey. I colori sociali scelti per la squadra furono bianco e rosso.
Nel 1957-58 riuscì a centrare la promozione in Primera División, terminando al primo posto con 15 vittorie in 22 partite e rimpiazzando il Tampico Madero in vista della stagione seguente. Il club riuscì a salvarsi nelle sue prime due stagioni nella massima serie messicana terminando rispettivamente al penultimo e terzultimo posto, ma non riuscì ad evitare la retrocessione al termine della stagione 1960-61, segnata anche dall'addio del tecnico Florencio Caffaratti.

### 1960-1993 e rivalità con il Técnologico de Celaya
Durante gli anni '60 il club giocò in seconda serie ottenendo risultati mediocri e scomparendo al termine della stagione 1969-1970. Il decennio successivo vide il Celaya giocare prevalentemente in Tercera División. Venne promosso nel 1974 dopo aver vinto il campionato e vi rimase per tre stagioni per poi retrocedere nuovamente. In questo periodo ebbe risultati migliori il Técnologico de Celaya, che rimase in Segunda División fino al 1978, raggiungendo la finale play-off per la promozione in Primera nel 1975-76, persa contro il San Luis. I due club coesistettero per tre campionati, costituendo di fatto un derby cittadino.
Negli anni '80 il club, che nel frattempo aveva mutato i colori sociali in bianco e nero, partecipò sporadicamente alla terza divisione, riuscendo a guadagnare la promozione al termine della stagione 1990-1991 e assumendo il nome Real Celaya. Nei due anni seguenti vi furono nuovamente due club a rappresentare la città in seconda divisione: il Técnologico infatti, vi era approdato l'anno precedente rilevando i Petroleros Salina Cruz; chiamatosi inizialmente Real Celaya, cedette il nome al club neopromosso optando per Linces Celaya in ricordo dello storico club degli anni '70. Nel 1991-1992 tornò ad avere la denominazione originale mentre nel 1993 le Linces cedettero la franchigia al San Luis.

### 1994-2003: Atlético Celaya
Al termine della stagione 1993-1994 il Celaya retrocesse ma riuscì ad acquistare i diritti sportivi dell'Atlético Cuernavaca, registrandosi alla neonata Primera División A. Il club cambiò nome in Atlético Celaya ed i propri colori sociali divennero bianco e blu. Inoltre assunse come mascotte un toro (da qui il soprannome Toros de Celaya).
Il club riuscì subito a centrare la promozione in Primera División sconfiggendo in finale il Pachuca, tornando a far parte della massima divisione messicana a 34 anni di distanza dall'ultima volta nel 1961.
In vista della stagione successiva venne acquistato dal Real Madrid Emilio Butragueño, ex stella del club madridista, che portò il club messicano ad un passo dalla storica impresa di vincere il suo primo titolo messicano. Il club infatti si qualificò alla fase finale del campionato dopo aver terminato al quarto posto la stagione regolare. Dopo aver eliminato il Monterrey ai quarti di finale ed il Veracruz in semifinale, affrontò il Necaxa nella doppia sfida finale, dove venne però sconfitto per via della regola dei gol in trasferta, dopo che i due incontri terminarono 1-1 e 0-0.
Nella stagione seguente giunsero anche Hugo Sánchez, Míchel e Martín Vázquez, altri due elementi della Quinta del Buitre, ma il club non riuscì a ripetere le prestazioni dell'anno precedente e non si qualificò ai play-off per il titolo.

### 2003-2011: cambi di sede
Nelle annate successive il club occupò la zona bassa della classifica senza più riuscire a competere per il titolo ed al termine del torneo di Apertura 2002 si trasferì a Xochitepec, nello stato di Morelos, cambiando il proprio nome in Colibríes de Morelos. Nel gennaio 2003 il La Piedad si trasferì a Celaya fondando i Cajeteros del Celaya, prosecuzione del club nato nel 1954 e qualificato per la seconda divisione messicana. Vi militò fino alla Clausura 2005 quando cambiò nuovamente sede, questa volta Salamanca, ridando così vita ai Petroleros Salamanca.
Nel gennaio 2007 il club venne ricostituito dopo aver acquisito la licenza del Tijuana Gallos Caliente, questa volta diventando club affiliato dal Querétaro, militante in massima divisione. Nonostante i buoni risultati conseguiti sul campo il Celaya fu squalificato prima della fine del torneo a causa di problemi economici ed al termine della stagione il Querétaro, nel frattempo retrocesso in seconda lega, decise di cambiarne nuovamente sede. Nel 2008 il club ripartì quindi dalla Segunda División tornando a chiamarsi semplicemente Celaya F.C. dopo che la Promotora Deportiva M, già proprietaria del Soles de Alcoman FC, vide la città di Celaya come luogo ideale per fondare la propria sezione calcistica.

### 2011-presente: promozione e permanenza in Liga de Ascenso
Nel 2011 riuscì a centrare la promozione in Liga de Ascenso, dopo aver sconfitto in finale il Chivas Rayadas, filiale del Guadalajara. Negli anni seguenti il club riuscì a consolidare la propria presenza nella seconda serie messicana.

## Organico

### Rosa 2020-2021
| N. |                      | Ruolo | Calciatore          |
| -- | -------------------- | ----- | ------------------- |
| 1  | Messico (bandiera)   | P     | Esteban Lecourtois  |
| 2  | Messico (bandiera)   | D     | Jorge Gaytán        |
| 3  | Colombia (bandiera)  | D     | Juan Felipe Aguirre |
| 4  | Messico (bandiera)   | D     | Daniel Zamora       |
| 5  | Messico (bandiera)   | D     | Noé Topete          |
| 6  | Messico (bandiera)   | C     | Brandon García      |
| 7  | Cile (bandiera)      | C     | Sergio Vergara      |
| 8  | Messico (bandiera)   | C     | Juan José Miguel    |
| 9  | Messico (bandiera)   | A     | Guillermo Martínez  |
| 10 | Messico (bandiera)   | C     | Nahum Gómez         |
| 11 | Argentina (bandiera) | C     | Emiliano Ozuna      |
| 12 | Messico (bandiera)   | C     | Héctor Sandoval     |
| 13 | Messico (bandiera)   | A     | Jair Pérez Solís    |

| N. |                      | Ruolo | Calciatore           |
| -- | -------------------- | ----- | -------------------- |
| 14 | Messico (bandiera)   | A     | Fernando González    |
| 15 | Messico (bandiera)   | A     | Adolfo Hernández     |
| 16 | Messico (bandiera)   | C     | Paul Galván          |
| 17 | Argentina (bandiera) | P     | Cristian Campestrini |
| 18 | Messico (bandiera)   | D     | Enrique Cedillo      |
| 19 | Messico (bandiera)   | D     | Antonio Cortés       |
| 20 | Messico (bandiera)   | D     | Roberto Morales      |
| 21 | Messico (bandiera)   | D     | Ricardo Peña         |
| 22 | Messico (bandiera)   | P     | Juan Araiza          |
| 23 | Messico (bandiera)   | D     | Leobardo López       |
| 24 | Messico (bandiera)   | C     | César Santana        |
| 25 | Messico (bandiera)   | C     | Fernando Illescas    |
| 27 | Messico (bandiera)   | A     | Jesús Miranda        |

## Cronistoria del nome
- Celaya F.C.: (1954-1991) Nome del club dopo la sua fondazione.
- Real Celaya: (1991-1994) Nome del club dopo la promozione di inizio anni '90, per distinguersi dal Técnologico de Celaya.
- Atlético Celaya: (1994-2003) Nome del club dopo la rifondazione del 1994, sotto questo nome ottenne i migliori risultati.
- Cajeteros del Celaya: (2003-2007) Nome del club dopo il fallimento e l'acquisizione dei diritti sportivi del La Piedad.
- Club Celaya: (2007-2008) Nome del club dopo essere diventato una filiale del Querétaro.
- Celaya F.C.: (2008-presente) Nome del club dopo essere tornato una squadra indipendente.

## Colori sociali
Come colori sociali furono inizialmente scelti bianco e rosso, sostituiti poi a partire dagli anni '80 da bianco e nero ed infine, dal 1994, dagli attuali bianco e blu.

## Palmarès

### Competizioni nazionali
- Ascenso MX: 1

1994-1995
- Segunda División: 2

1957-1958 (2º livello), 2010
- Campeón de Ascenso de la Segunda División: 1

2010-2011
- Tercera División: 2

1973-1974, 1990-1991

### Altri risultati
- Primera División

Finalista: 1995-1996
- Tercera División

Finalista: 1980-1981, 1981-1982